# هوهنمولزن
شهر هوهنمولزندر ایالت زاکسن-آنهالت در کشور آلمان واقع شده‌است.